# Walter Lübcke
Walter Lübcke (Bad Wildungen, 22 agosto 1953 – Wolfhagen, 2 giugno 2019) è stato un politico tedesco.
Presidente del distretto governativo di Kassel per oltre 10 anni, il membro dell'Unione Cristiano-Democratica di Germania è stato assassinato dal neo-nazista Stephan Ernst.